# Montreal Juniors
Montreal Juniors byl kanadský juniorský klub ledního hokeje, který sídlil v Montréalu v provincii Québec. V letech 1975–1982 působil v juniorské soutěži Quebec Major Junior Hockey League. Založen byl v roce 1975 po přejmenování týmu Montreal Bleu Blanc Rouge na Juniors. Zanikl v roce 1982 po přetvoření frančízy v nový tým Verdun Juniors. Své domácí zápasy odehrával v hale Montreal Forum s kapacitou 17 959 diváků. Klubové barvy byly červená, bílá a modrá.
Nejznámější hráči, kteří prošli týmem, byli např.: Mark Hardy, Mike Krushelnyski, Alain Lemieux, Gaetano Orlando, Robert Picard nebo Denis Savard.

## Přehled ligové účasti
Zdroj: 
- 1975–1976: Quebec Major Junior Hockey League (Západní divize)
- 1976–1981: Quebec Major Junior Hockey League (Lebelova divize)
- 1981–1982: Quebec Major Junior Hockey League